# Брэдли, Джеймс
Джеймс Брэдли (англ. James Bradley; 3 марта 1693 — 13 июля 1762) — один из известнейших английских астрономов. В литературе встречается устаревшее написание его фамилии: Брадлей.
Член Лондонского королевского общества (1718), иностранный член Парижской академии наук (1748), иностранный почётный член Петербургской академии наук (1753).

## Биография
Джеймс Брэдли родился 3 марта 1692 года в Шерборне (графство Глостершир), воспитывался в Баллиол-колледжe в Оксфорде; степень бакалавра словесности получил в 1714 году, а степень магистра — в 1717 году. У своего дяди, Джеймса Паунда, тоже известного астронома, он нашел всё нужное для производства астрономических наблюдений. В 1721 году назначен профессором астрономии в Оксфорда, в 1727 году открыл аберрацию света и в январе 1729 году представил Королевскому обществу свою знаменитую работу об этом. По результатам наблюдения аберрации звёзд в 1728 году определил скорость света, полученное им значение составило 308 000 км/с. В 1728 году открыл нутацию земной оси, в 1742 году назначен директором Гринвичской обсерватории — Королевским астрономом. В 1747 году он обнародовал свои наблюдения над колебанием оси земли. Из его сочинений Горнсби и Робертсон издали «Astronomical observations made at the observatory at Greenwich 1750—62» (2 т., Оксф., 1798—1805) и Риго «Miscellaneous works and correspondence» (Оксф., 1832).